# Península de Orote
La península de Orote (en inglés: Orote Peninsula) es un accidente geográfico de 4 kilómetros de longitud que se adentra en la costa oeste del territorio estadounidense de Guam o Guaján. Forma la costa sur del puerto de Apra (Apra Harbor), y su extremo más occidental, la Punta Orote (o Udall), es también el punto más occidental de Guam. La costa sur de la península se encuentra con el resto de la isla, en la larga extensión de la bahía de Agat.
La península de Orote es el sitio donde se localiza la Base Naval de Guam, y es también la ubicación de la pequeña ciudad de Lockwood Terrace.